# Cantonul Plouigneau
Cantonul Plouigneau este un canton din arondismentul Morlaix, departamentul Finistère, regiunea Bretania, Franța.

## Comune
- Botsorhel
- Guerlesquin
- Lannéanou
- Plouégat-Moysan
- Plougonven
- Plouigneau (reședință)
- Le Ponthou